# Merlieux-et-Fouquerolles
Merlieux-et-Fouquerolles è un comune francese di 269 abitanti situato nel dipartimento dell'Aisne della regione dell'Alta Francia.

## Società

### Evoluzione demografica
Abitanti censiti